# Michael Valgren
Michael Valgren Andersen (* 7. Februar 1992) ist ein dänischer Radrennfahrer.

## Sportliche Laufbahn
Valgren gewann als U23-Fahrer u. a. 2012 und 2013 Lüttich–Bastogne–Lüttich Espoirs und eine Etappe der Tour de l’Avenir 2013. Hierauf erhielt er ab der Saison 2014 seinen ersten Vertrag bei einem UCI WorldTeam, der dänischen Mannschaft Tinkoff-Saxo. In seinem ersten Jahr bei dieser Mannschaft wurde er dänischer Meister im Straßenrennen und gewann die Dänemark-Rundfahrt.
Beim Amstel Gold Race 2016 verpasste er seinen ersten Sieg in einem Rennen der UCI WorldTour, nachdem er von seinem Mitausreißer Enrico Gasparotto im Zweiersprint geschlagen wurde. Im Sommer desselben Jahres wiederholte er seinen Gesamtsieg bei der Dänemark-Rundfahrt 2016.
Valgren gelang zu Beginn der Saison 2018 sein bis dahin größter Erfolg: Er gewann das WorldTour-Rennen Omloop Het Nieuwsblad, indem er sich 2,5 Kilometer aus einer zwölfköpfigen Spitzengruppe absetzte. Beim Amstel Gold Race siegte er bei seinem zweiten WorldTour-Rennen durch einen Sieg im Zweiersprint gegen Roman Kreuziger, mit dem er im Finale des Rennens aus der Spitzengruppe heraus angriff.
Nachdem Valgren 2021 die Toskana-Rundfahrt und die Coppa Sabatini gewonnen hatte, brach er sich infolge eines Sturzes bei der Route d’Occitanie 2022 die Hüfte und konnte während der übrigen Saison keine Rennen mehr bestreiten. Zum Saisonende wurde bekanntgegeben, dass er 2023 sein Comeback beim EF Education–Nippo Development Team haben soll, was ihm auch erlaubt als Gastfahrer des WorldTeam an Rennen der UCI ProSeries und 1. UCI-Kategorie teilzunehmen.

## Erfolge
2011
- Dänischer Meister – Mannschaftszeitfahren

2012
- Lüttich–Bastogne–Lüttich Espoirs
- Dänischer Meister – Mannschaftszeitfahren

2013
- Lüttich–Bastogne–Lüttich Espoirs
- Gesamtwertung und eine Etappe Flèche du Sud
- eine Etappe Tour de l’Avenir

2014
- Dänischer Meister – Straßenrennen
- Gesamtwertung Post Danmark Rundt

2015
- Nachwuchsfahrerwertung Dubai Tour

2016
- Dänische Meisterschaft – Einzelzeitfahren
- Dänische Meisterschaft – Straßenrennen
- Gesamtwertung und eine Etappe Post Danmark Rundt

2018
- Omloop Het Nieuwsblad
- Amstel Gold Race

2021
- Toskana-Rundfahrt
- Coppa Sabatini

## Grand Tours-Platzierungen
| Grand Tour            | 2014 | 2015 | 2016 | 2017 | 2018 | 2019 | 2020 | 2021 | 2022 | 2023 | 2024 |
| --------------------- | ---- | ---- | ---- | ---- | ---- | ---- | ---- | ---- | ---- | ---- | ---- |
| Giro d’ItaliaGiro     | –    | –    | –    | –    | –    | –    | –    | –    | –    | –    | 38   |
| Tour de FranceTour    | –    | DNF  | 77   | 61   | 44   | 75   | 73   | 53   | –    | –    | –    |
| Vuelta a EspañaVuelta | 128  | –    | –    | –    | –    | –    | 33   | –    | –    | –    | –    |